# Cassia aubrevillei
Espèce
Statut de conservation UICN

 VU A1c, B1+2c : Vulnérable
Cassia aubrevillei est une espèce de plantes à fleurs de la famille des Fabaceae.

## Publication originale
- Bulletin de la Société Botanique de France 94: 5. 1947.